# 炭川
炭川（タンチョン）は、大韓民国京畿道龍仁市器興区から城南市を経由し、ソウル特別市江南区清潭駅付近まで流れる長さ35.6kmの河川である。清潭駅付近で、漢江と合流する。

## 概要
炭川は、大韓民国京畿道龍仁市器興区からソウル特別市江南区清潭駅付近で漢江と合流する河川である。炭川は自治都市に広く認められているシンボルのうちの1つである。 盆唐区内の全ての川は炭川に合流する。また、川沿いのいくつかの場所に、運動器具（鉄棒、バスケットコート等）が設置されてあったり、親水公園があったりする。 川沿いの地域住民の間では人気のある川である。

## 景色
源流は龍仁市である。そこから漢江の合流地点に向かってしばらく歩くと、盆唐線の線路の真下を通る。抜けると、マンションが立ち並んでいる。城南市盆唐区に入り、しばらくすると右側が森になっている。この付近は地元の人たちがウォーキングをしたりしていて、人が多い。森を抜け、左側を見ると、高層マンションがたくさん立ち並んでいる。盆唐線亭子駅の北で右にカーブし、左側にあった高層マンションが見えなくなり、反対側にオフィスビルが立ち並ぶ（盆唐線薮内駅付近）。しばらくいき、盆唐区庁付近を通過し、左を見ると、板橋ニュータウンが見える。このニュータウンに新盆唐線が通る。ちなみに右側は盆唐線書峴駅付近である。今度は左にカーブし、両側にマンションが立ち並んでいるのが見える。しばらく行くと、炭川総合運動場が見える。通り越すと、盆唐区から抜け、一気に周りが何もなくなる。数kmいくと、城南市から抜け、ソウル特別市に入る。そこからしばらく行くとだんだんと建物が見えはじめる。しばらくすると、良才川と合流する（良才川は河口）。さらにいくと、COEX付近（ソウル交通公社2号線三成駅付近）につく。このあたりはバスが多く止まっている（乗車は不可能）。ちなみに、右側には蚕室総合運動場が見える。さらに行くと、漢江と合流する。

## 生物
コイ等が泳いでいる。

## 支流
城南市
盆唐区
- 東幕川
- 盆唐川
- 二梅川
- 野塔川

ソウル特別市
江南区
- 良才川